# Éliminatoires du Championnat d'Europe de football espoirs 2011 - Groupe 3
Cet article donne les résultats des matchs du groupe 3 des éliminatoires du championnat d'Europe de football espoirs 2011.

## Classement
| Rang | Équipe             | Pts | J | G | N | P | Bp | Bc | Diff |  | Résultats (▼ dom., ► ext.) |     |     |     |     |     |
| ---- | ------------------ | --- | - | - | - | - | -- | -- | ---- |  | -------------------------- | --- | --- | --- | --- | --- |
| 1    | Pays de Galles     | 16  | 8 | 5 | 1 | 2 | 15 | 6  | +9   |  | Bosnie-Herzégovine         |     | 0-2 | 0-1 | 0-1 | 2-1 |
| 2    | Italie             | 16  | 8 | 5 | 1 | 2 | 12 | 5  | +7   |  | Hongrie                    | 0-0 |     | 2-0 | 3-0 | 0-1 |
| 3    | Hongrie            | 13  | 8 | 4 | 1 | 3 | 9  | 7  | +2   |  | Italie                     | 1-1 | 2-0 |     | 2-0 | 1-0 |
| 4    | Bosnie-Herzégovine | 8   | 8 | 2 | 2 | 4 | 4  | 8  | -4   |  | Luxembourg                 | 0-1 | 0-1 | 0-4 |     | 0-0 |
| 5    | Luxembourg         | 4   | 8 | 1 | 1 | 6 | 2  | 16 | -14  |  | Pays de Galles             | 2-0 | 4-1 | 2-1 | 5-1 |     |

## Résultats et calendrier
| 27 mars 2009 | Luxembourg | 0 – 0 | Pays de Galles | Deich, Ettelbruck                            |                                              |
| 19:30 UTC+2  |            |       |                | Arbitrage : Ante Vucemilovic-Simunovic (Jr.) | Arbitrage : Ante Vucemilovic-Simunovic (Jr.) |
| 19:30 UTC+2  | Rapport    |       |                | Arbitrage : Ante Vucemilovic-Simunovic (Jr.) | Arbitrage : Ante Vucemilovic-Simunovic (Jr.) |

| 31 mars 2009 | Pays de Galles                                                      | 5 – 1 | Luxembourg   | Parc-Y-Scarlets, Llanelli |                        |
| 19:30 UTC+1  | Eardley 11e (pen.) · Brown 12e · King 34e · Church 41e · Wilson 79e |       | Polidori 57e | Arbitrage : Marco Borg    | Arbitrage : Marco Borg |
| 19:30 UTC+1  | Rapport                                                             |       |              | Arbitrage : Marco Borg    | Arbitrage : Marco Borg |

| 6 juin 2009 | Hongrie                                  | 3 – 0 | Luxembourg | Györi Eto, Gyor           |                           |
| 20:15 UTC+2 | Présinger 14e · Koman 36e · Korcsmár 72e |       |            | Arbitrage : Artyom Kuchin | Arbitrage : Artyom Kuchin |
| 20:15 UTC+2 | Rapport                                  |       |            | Arbitrage : Artyom Kuchin | Arbitrage : Artyom Kuchin |

| 10 juin 2009 | Luxembourg | 0 – 1 | Hongrie    | Jos Nosbaum, Dudelange  |                         |
| 19:30 UTC+2  |            |       | Filkor 26e | Arbitrage : Igor Satchi | Arbitrage : Igor Satchi |
| 19:30 UTC+2  | Rapport    |       |            | Arbitrage : Igor Satchi | Arbitrage : Igor Satchi |

| 12 août 2009 | Pays de Galles                             | 4 – 1 | Hongrie      | The Racecourse, Wrexham   |                           |
| 19:30 UTC+1  | MacDonald 16e · Evans 36e 41e · King 90+1e |       | Korcsmár 18e | Arbitrage : Christos Elia | Arbitrage : Christos Elia |
| 19:30 UTC+1  | Rapport                                    |       |              | Arbitrage : Christos Elia | Arbitrage : Christos Elia |

| 4 septembre 2009 | Bosnie-Herzégovine | 0 – 1 | Luxembourg  | Koševo, Sarajevo          |                           |
| 17:00 UTC+2      |                    |       | Twimumu 75e | Arbitrage : Angel Angelov | Arbitrage : Angel Angelov |
| 17:00 UTC+2      | Rapport            |       |             | Arbitrage : Angel Angelov | Arbitrage : Angel Angelov |

| 4 septembre 2009 | Pays de Galles          | 2 – 1 | Italie       | Liberty Stadium, Swansea    |                             |
| 19:45 UTC+1      | Ribeiro 8e · Ramsey 68e |       | Paloschi 23e | Arbitrage : Maxim Layushkin | Arbitrage : Maxim Layushkin |
| 19:45 UTC+1      | Rapport                 |       |              | Arbitrage : Maxim Layushkin | Arbitrage : Maxim Layushkin |

| 8 septembre 2009 | Italie                       | 2 – 0 | Luxembourg | Silvio Piola, Novara     |                          |
| 21:00 UTC+2      | Poli 45+1e · Balotelli 90+3e |       |            | Arbitrage : Albano Janku | Arbitrage : Albano Janku |
| 21:00 UTC+2      | Rapport                      |       |            | Arbitrage : Albano Janku | Arbitrage : Albano Janku |

| 10 octobre 2009 | Pays de Galles  | 2 – 0 | Bosnie-Herzégovine | The Racecourse, Wrexham   |                           |
| 12:45 UTC+1     | Evans 56e 90+2e |       |                    | Arbitrage : Radek Matejek | Arbitrage : Radek Matejek |
| 12:45 UTC+1     | Rapport         |       |                    | Arbitrage : Radek Matejek | Arbitrage : Radek Matejek |

| 13 octobre 2009 | Italie       | 1 – 1 | Bosnie-Herzégovine | Stade Danilo Martelli, Mantova        |                                       |
| 21:00 UTC+2     | Marilungo 8e |       | Corić 30e          | Arbitrage : Duarte Nuno Pereira Gomes | Arbitrage : Duarte Nuno Pereira Gomes |
| 21:00 UTC+2     | Rapport      |       |                    | Arbitrage : Duarte Nuno Pereira Gomes | Arbitrage : Duarte Nuno Pereira Gomes |

| 13 novembre 2009 | Hongrie                | 2 – 0 | Italie | Györi Eto, Gyor              |                              |
| 15:00 UTC+1      | Németh 15e · Koman 88e |       |        | Arbitrage : Mark Clattenburg | Arbitrage : Mark Clattenburg |
| 15:00 UTC+1      | Rapport                |       |        | Arbitrage : Mark Clattenburg | Arbitrage : Mark Clattenburg |

| 17 novembre 2009 | Luxembourg | 0 – 4 | Italie                                        | Stade Josy-Barthel, Luxembourg |                              |
| 18:00 UTC+1      |            |       | Barilla 32e 77e · Soriano 68e · Marilungo 84e | Arbitrage : Thomas Vejlgaard   | Arbitrage : Thomas Vejlgaard |
| 18:00 UTC+1      | Rapport    |       |                                               | Arbitrage : Thomas Vejlgaard   | Arbitrage : Thomas Vejlgaard |

| 18 novembre 2009 | Bosnie-Herzégovine | 2 – 1 | Pays de Galles | Grbavica, Sarajevo       |                          |
| 16:00 UTC+1      | Haurdić 29e 66e    |       | Allen 5e       | Arbitrage : Petteri Kari | Arbitrage : Petteri Kari |
| 16:00 UTC+1      | Rapport            |       |                | Arbitrage : Petteri Kari | Arbitrage : Petteri Kari |

| 2 mars 2010 | Luxembourg | 0 – 1 | Bosnie-Herzégovine | Alphonse-Theis, Hesperange      |                                 |
| 19:00 UTC+1 |            |       | Ćorić 73e (pen.)   | Arbitrage : Vadims Direktorenko | Arbitrage : Vadims Direktorenko |
| 19:00 UTC+1 | Rapport    |       |                    | Arbitrage : Vadims Direktorenko | Arbitrage : Vadims Direktorenko |

| 2 mars 2010 | Italie                       | 2 – 0 | Hongrie | Centro d'Italia, Rieti     |                            |
| 18:00 UTC+1 | Okaka 25e · Luca Marrone 81e |       |         | Arbitrage : Clément Turpin | Arbitrage : Clément Turpin |
| 18:00 UTC+1 | Rapport                      |       |         | Arbitrage : Clément Turpin | Arbitrage : Clément Turpin |

| 11 août 2010 | Bosnie-Herzégovine | 0 – 2 | Hongrie                    | Bilino Polje, Zenica     |                          |
| 17:00 UTC+2  |                    |       | Németh 79e · Gosztonyi 82e | Arbitrage : Peter Sippel | Arbitrage : Peter Sippel |
| 17:00 UTC+2  | Rapport            |       |                            | Arbitrage : Peter Sippel | Arbitrage : Peter Sippel |

| 3 septembre 2010 | Bosnie-Herzégovine | 0 – 1 | Italie      | Grbavica, Sarajevo     |                        |
| 17:00 UTC+2      |                    |       | Soriano 75e | Arbitrage : Alan Black | Arbitrage : Alan Black |
| 17:00 UTC+2      | Rapport            |       |             | Arbitrage : Alan Black | Arbitrage : Alan Black |

| 4 septembre 2010 | Hongrie | 0 – 1 | Pays de Galles  | Sóstói, Szekesfehervar    |                           |
| 17:30 UTC+2      |         |       | Robson Kanu 68e | Arbitrage : Carlos Xistra | Arbitrage : Carlos Xistra |
| 17:30 UTC+2      | Rapport |       |                 | Arbitrage : Carlos Xistra | Arbitrage : Carlos Xistra |

| 7 septembre 2010 | Hongrie | 0 – 0 | Bosnie-Herzégovine | Albert Flórián Stadium, Budapest |                               |
| 17:00 UTC+2      |         |       |                    | Arbitrage : Arman Amirkhanyan    | Arbitrage : Arman Amirkhanyan |
| 17:00 UTC+2      | Rapport |       |                    | Arbitrage : Arman Amirkhanyan    | Arbitrage : Arman Amirkhanyan |

| 7 septembre 2010 | Italie         | 1 – 0 | Pays de Galles | Adriatico, Pescara      |                         |
| 17:00 UTC+2      | Mustacchio 14e |       |                | Arbitrage : Bas Nijhuis | Arbitrage : Bas Nijhuis |
| 17:00 UTC+2      | Rapport        |       |                | Arbitrage : Bas Nijhuis | Arbitrage : Bas Nijhuis |

## Buteurs
| Pos | Joueur                 | Pays               | Buts |
| --- | ---------------------- | ------------------ | ---- |
| 1   | Ched Evans             | Pays de Galles     | 4    |
| 2   | Josip Corić            | Bosnie-Herzégovine | 2    |
| 2   | Anes Haurdić           | Bosnie-Herzégovine | 2    |
| 2   | Vladimir Koman         | Hongrie            | 2    |
| 2   | Zsolt Korcsmár         | Hongrie            | 2    |
| 2   | Krisztián Németh       | Hongrie            | 2    |
| 2   | Antonino Barilla       | Italie             | 2    |
| 2   | Guido Marilungo        | Italie             | 2    |
| 2   | Roberto Soriano        | Italie             | 2    |
| 2   | Andy King              | Pays de Galles     | 2    |
| 11  | Attila Filkor          | Hongrie            | 1    |
| 11  | András Gosztonyi       | Hongrie            | 1    |
| 11  | Ádám Présinger         | Hongrie            | 1    |
| 11  | Mario Balotelli        | Italie             | 1    |
| 11  | Luca Marrone           | Italie             | 1    |
| 11  | Mattia Mustacchio      | Italie             | 1    |
| 11  | Okaka                  | Italie             | 1    |
| 11  | Alberto Paloschi       | Italie             | 1    |
| 11  | Andrea Poli            | Italie             | 1    |
| 11  | Ben Polidori           | Luxembourg         | 1    |
| 11  | Naby Twimumu           | Luxembourg         | 1    |
| 11  | Joe Allen              | Pays de Galles     | 1    |
| 11  | Jonathan Brown         | Pays de Galles     | 1    |
| 11  | Simon Church           | Pays de Galles     | 1    |
| 11  | Neal Eardley           | Pays de Galles     | 1    |
| 11  | Shaun MacDonald        | Pays de Galles     | 1    |
| 11  | Aaron Ramsey           | Pays de Galles     | 1    |
| 11  | Christian Ribeiro      | Pays de Galles     | 1    |
| 11  | Thomas Hal Robson Kanu | Pays de Galles     | 1    |
| 11  | James Wilson           | Pays de Galles     | 1    |